# Sergueï Pintchouk
Sergueï Pintchouk (en russe : Пинчук, Сергей Михайлович), né le 26 juillet 1976, est un officier russe, actuel commandant de la flotte de la mer Noire, vice-amiral (depuis le 2 avril 2024).

## Carrière
Il est né en 1971 à Sébastopol d'un père marin de la flotte russe. À partir de 2011 il devint commandant de la Base navale de Novorossiïsk, puis de 2016 à 2021 il est commandant de la Flottille de la Caspienne avant d'être muté à la Flotte de la mer Noire en mai 2021.
Le 2 avril 2024, le ministre de la défense russe, Sergueï Choïgou, nomme le vice-amiral Sergueï Pintchouk au poste de commandant de la flotte de la mer Noire.

## Biographie
Il est sous sanction depuis le 28 février 2022.